# National Symphony Orchestra
La National Symphony Orchestra (NSO), fondata nel 1931, è un'orchestra sinfonica statunitense con sede a Washington D.C. La sua sede principale di esecuzione è il John F. Kennedy Center for the Performing Arts.

## Storia
Per il primo periodo della sua storia, la NSO si esibiva in Constitution Hall. Durante la permanenza in carica del fondatore e primo direttore musicale, Hans Kindler, i musicisti ricevevano uno stipendio di $ 40,00 alla settimana, per tre prove e un concerto, per cinque mesi dell'anno. Il primo membro femminile del NSO fu un arpista, Sylvia Meyer, che si unì nel 1933.
Kindler e la NSO fecero diverse registrazioni a 78 giri per la RCA Victor, compresi le due Rapsodie Rumene di George Enescu; molto più tardi, nel 1960, la NSO avrebbe eseguito la prima di queste opere sotto la direzione del direttore rumeno in visita George Georgescu, uno stretto collaboratore ed interprete favorito del compositore. Una delle più inconsuete registrazioni della RCA con l'orchestra fu la musica completa del balletto dall'opera Re Enrico VIII di Camille Saint-Saëns, una delle pochissime registrazioni dirette da Walter Damrosch. Anni dopo, Howard Mitchell fece una serie di registrazioni stereofoniche con l'orchestra per la RCA. Antal Doráti registrò con l'orchestra per la Decca Records. Mstislav Rostropovich registrò per la Teldec, la Sony Records ed Erato. L'orchestra tornò a RCA Victor sotto Leonard Slatkin, fino a quando la RCA abbandonò le nuove registrazioni di musica classica.
Nel 1986, la NSO diventò l'affiliata artistica del Kennedy Center, dove presentò una stagione di concerti ogni anno dall'apertura del Centro nel 1971.

## Attività
La NSO partecipa regolarmente a manifestazioni di importanza nazionale e internazionale, tra cui spettacoli per i cerimoniali degli affari di stato, inaugurazioni presidenziali e le celebrazioni delle feste ufficiali.
La stessa NSO annovera 100 musicisti, che presentano una stagione di 52 settimane con circa 175 concerti ogni anno. Questi includono le classiche serie di abbonamento, concerti pop e uno dei più ampi programmi educativi del paese. Oltre a queste attività, piccoli gruppi di membri NSO sviluppano programmi educativi destinati a fasce di età da pre-scuola materna fino al liceo. Collettivamente, questi gruppi presentano ben 100 repliche all'anno durante le American Residencies ed al Kennedy Center.
Attraverso il Fondo di John e June Hechinger di commissione di nuovi lavori orchestrali, la NSO ha commissionato più di 50 opere, tra cui cicli di fanfare e di brani aggiuntivi (bis). Durante il suo mandato, Slatkin fondò l'Istituto Nazionale di Direzione Orchestrale nel 2000.
Degno di nota è il National Symphony Orchestra Summer Music Institute. Per più di un decennio, le borse di studio fornite dagli amministratori nazionali della National Symphony Orchestra permisero agli studenti di alto livello provenienti da tutto il paese e da molte nazioni di venire nella capitale della nazione, per diverse settimane di studio con i musicisti della NSO. Questi partecipanti, selezionati da un pool competitivo di candidati, provengono da una varietà di esperienze diverse, alcuni attualmente iscritti nei conservatori musicali come il Juilliard e altri ancora che stanno ancora completando la scuola superiore.
Un altro progetto importante è il National Symphony Orchestra American Residencies per il John F. Kennedy Center for the Performing Arts. Questa iniziativa comprende la condivisione di tutti gli elementi della musica sinfonica classica con una specifica regione degli Stati Uniti, esplorando la diversità delle influenze musicali, e dando alla regione una sua voce musicale nel centro della nazione per le arti dello spettacolo, tramite scambi, programmi di formazione, e incarichi di composizioni. Fondato nel 1992, il progetto ha portato la NSO a quindici Stati.

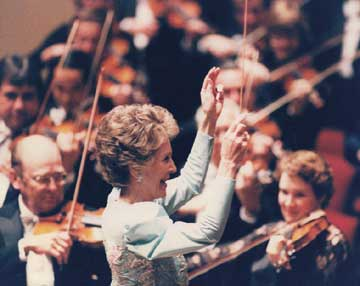
First Lady Nancy Reagan conducts the National Symphony Orchestra, 1987

Nel novembre 2004, l'orchestra annunciò la conclusione dell'incarico di Slatkin come amministratore della NSO nel 2008. Un rapporto parlò di tensioni tra il conduttore e l'orchestra e citò critiche alla programmazione di Slatkin e al suo stile nelle prove. Con la stagione 2006-2007, Iván Fischer diventò direttore principale ospite dell'orchestra. Il 13 aprile 2007, l'orchestra annunciò la nomina di Fischer come direttore principale dell'orchestra a partire dalla stagione 2008-2009, per due stagioni.
Il 25 settembre 2008 l'orchestra annunciò la nomina di Christoph Eschenbach come sesto direttore musicale dell'orchestra, effettivo dalla stagione 2010-11, con un contratto iniziale di quattro anni. Nel settembre 2011, l'orchestra estese il contratto di Eschenbach fino alla stagione 2014-2015 e nel marzo 2014, il suo contratto fu esteso per tutta la stagione 2016-2017. Nel febbraio 2015, la NSO annunciò la conclusione programmata dell'incarico di Eschenbach come direttore musicale di NSO al termine della stagione 2016-2017, quando è deciso che diventi direttore laureato di NSO.
Nel 2011, Gianandrea Noseda, primo ospite, diresse la NSO e tornò nel mese di novembre 2015 per un ulteriore incarico come ospite. Nel gennaio 2016 la NSO annunciò la nomina di Noseda come suo prossimo direttore musicale, a valete dalla stagione 2017-2018. Sarà direttore musicale designato nella stagione 2016-2017 e il suo contratto iniziale come direttore musicale è per 4 stagioni.

## Direttori musicali
- Hans Kindler (1931-1949)
- Howard Mitchell (1949-1970)
- Antal Doráti (1970-1977)
- Mstislav Rostropovich (1977-1994)
- Leonard Slatkin (1996-2008)
- Iván Fischer (direttore principale; 2008-2010)
- Christoph Eschenbach (2010-oggi)